# Liste profanierter Kirchen in der Diözese Rottenburg-Stuttgart
Die Liste profanierter Kirchen in der Diözese Rottenburg-Stuttgart führt Kirchen- und Kapellengebäude in der Diözese Rottenburg-Stuttgart auf, die profaniert oder umgewidmet wurden. Sie wurden oder werden verkauft, umgebaut oder abgerissen.

## Profanierte Kirchen
| Bild | Kirche                                 | Ort                | Baujahr | Profaniert         | Bemerkungen |
| --- | -------------------------------------- | ------------------ | ------- | ------------------ | --- |
| Bild gesucht Die Wikipedia wünscht sich an dieser Stelle ein Bild vom hier behandelten Ort. Falls du dabei helfen möchtest, erklärt die Anleitung , wie das geht. BW | St. Maria                              | Berglen-Oppelsbohm |         | 17. Mai 2014       | Abriss des Kirchengebäudes zugunsten eines neuen Gemeindezentrums |
| Bild gesucht Die Wikipedia wünscht sich an dieser Stelle ein Bild vom hier behandelten Ort. Falls du dabei helfen möchtest, erklärt die Anleitung , wie das geht. BW | St. Agatha                             | Lonsee-Urspring    | 1963    | 9. Juli 2016       | Abriss des Kirchengebäudes im Oktober 2016 zugunsten von Wohnbebauung Übergabe des Kircheninventars an die Kirche St. Abraham in Llapushnik (Kosovo); Aufstellung der Agatha-Statue in der Kirche Maria Königin (Lonsee) |
| Bild gesucht Die Wikipedia wünscht sich an dieser Stelle ein Bild vom hier behandelten Ort. Falls du dabei helfen möchtest, erklärt die Anleitung , wie das geht. BW | Kapelle im Gemeindezentrum St. Michael | Nagold-Kernen      | 1977    | 24. September 2017 | Abriss des Kirchengebäudes im Jahr 2018 zugunsten eines Hospiz-Neubaus |
| | St. Vinzenz Pallotti                   | Stuttgart-Birkach  | 1966    | 15. Oktober 2017   | Abriss des Kirchengebäudes im Jahr 2018 zugunsten von Wohnbebauung Einbau einiger Kirchenfenster in den Quartiersraum des neuen Wohnareals; Übergabe von Altar, Kanzel, Kreuz, Vinzenz-Pallotti-Statue und Kirchenbänken an Kirchengemeinde in Korytowo (Polen); Aufstellung der Orgel in der Kirche St. Peter (Stuttgart-Bad Cannstatt) |
| | Kapelle des Heilig-Geist-Spitals       | Bad Wurzach        | 1482    | 4. April 2025      | am 7. Oktober 1482 geweiht, Gesamtgebäude bis 2007 Altenheim, Kapelle danach weitgehend ungenutzt, soll zu Feinkostladen umgenutzt werden |

## Umgewidmete Kirchen
| Bild | Kirche                | Ort                           | Baujahr | Umgewidmet | Bemerkungen                                               |
| ---- | --------------------- | ----------------------------- | ------- | ---------- | --------------------------------------------------------- |
|      | Dreifaltigkeitskirche | Bad Friedrichshall-Kochendorf | 1950    | 2015/2017  | bis 2015 römisch-katholisch, seit 2017 rumänisch-orthodox |